# 鬼澤修
鬼澤 修（おにざわ おさむ、男性、1952年5月10日 - ）は、日本の実業家。元(株)ジョナサン代表取締役社長。独身。茨城県水戸市出身。2017年11月より（株）オランダ家代表取締役社長。

## 人物
学歴は、水戸市立浜田小学校、水戸市立第三中学校、国立音楽大学付属高等学校、国立音楽大学卒業。
音大時代に、東京ユースシンフォニーオーケストラに参加。演奏楽器はクラリネット。
大学卒業後、同楽団のメンバーとともに東京シティ・フィルハーモニック管弦楽団を設立。1978年、東京芸術大学大学院修了。

## すかいらーくグループとの関わり
大学時代、「すかいらーく」1号店でアルバイトをしていた。
その後、東京シティ・フィルの一員だった時代に、武蔵野市内で原付バイクで走行中に対向車にはねられる交通事故にあう。このとき偶然にも、すかいらーく1号店からの付き合いである横川竟（当時ジョナサン社長、後のすかいらーくCEO）が事故現場に居合わせ、交通整理をしたり救急車を呼ぶなど尽力。横川の人間性に感銘し、1982年にジョナサンに入社した。

## ジョナサン社での経歴
店舗運営推進部長、人事部長、常務、専務を経て、2006年3月より社長に。2008年8月、横川の解任直後に辞任するまで社長を務めた。
専務時代には、ジョナサンのベーカリー業態（ジョナサンブレッド）のプロジェクトリーダーをつとめた。